# Apt.
"Apt." (afkorting van "Apartment") is een lied van de Nieuw-Zeelandse en Zuid-Koreaanse zangeres Rosé en de Amerikaanse singer-songwriter Bruno Mars. Het nummer werd op 18 oktober 2024 uitgebracht via The Black Label en Atlantic Records als de eerste single van Rosé's debuutstudioalbum, Rosie (2024). "Apt." was Rosé's eerste solosingle in drie jaar. Het nummer werd geschreven en gecomponeerd door verschillende auteurs, waaronder Rosé en Mars, en bevat elementen uit het nummer "Mickey" uit 1982 van Toni Basil. Het is een uptempo pop-, poprock-, poppunk- en new wavenummer met invloeden van indierock en electropop. Het nummer is geïnspireerd door een Zuid-Koreaans drinkspel, waarbij het refrein van het lied opgebouwd werd rond de ritmische zang van het spel, apateu.
Critici prezen "Apt." vanwege de productie, en de wereldwijde promotie van de Koreaanse cultuur. Het werd een commercieel succes en stond 12 weken lang bovenaan de Billboard Global 200. In Zuid-Korea stond het nummer 10 weken lang op nummer één in de Circle Digital Chart . 
Het nummer stond ook bovenaan de hitlijsten in meer dan 35 andere landen, waaronder Oostenrijk, België, Bulgarije, Duitsland, Israël, Indonesië, Maleisië, Mexico, Nieuw-Zeeland, de Filipijnen, Zweden, Zwitserland en Taiwan. Het nummer kwam binnen in de top drie van de Amerikaanse Billboard Hot 100 en de Britse Singles Chart. Het was het eerste nummer van een vrouwelijke K-popsolo die hierin terechtkwam.
De bijbehorende videoclip werd geregisseerd door Mars en Daniel Ramos en ging gelijktijdig met de release van de single in première op Rosé's YouTube- kanaal. In de video zijn Rosé en Mars te zien als een garageband met bijpassende zwarte leren jassen in een roze set. Op 31 januari 2025 brak het nummer het record van de snelste videoclip van een Aziatische artiest die een miljard views op het platform bereikte, in slechts 105 dagen. Hiermee werd het vorige record van PSY 's internationale hit Gangnam Style met 161 dagen verbroken. "Apt." was tevens het op één na snelste nummer en het snelste nummer van een K-popartiest dat één miljard streams bereikte in de geschiedenis van Spotify. Rosé promootte het nummer tijdens verschillende Amerikaanse talkshows zoals de Tonight Show bij Jimmy Fallon. 

## Hitlijsten

#### Ultratop 50 Vlaanderen
| Positie: | 39 | uit | 43 | 37 | 9  | 10 | 6  | 6  | 7  | 5  | 3  | 3  | 1  | 1  | 3  | 2  | 3  | 4  | 2  |
| Week:    | 19 | 20  | 21 | 22 | 23 | 24 | 25 | 26 | 27 | 28 | 29 | 30 | 31 | 32 | 33 | 34 | 35 | 36 | 37 |
| Positie: | 2  | 5   | 5  | 6  | 5  | 5  | 6  | 5  | 8  | 10 | 13 | 11 | 16 | 18 | 25 | 23 | 29 | 29 | 36 |
| Week:    | 38 | 39  | 40 |    |    |    |    |    |    |    |    |    |    |    |    |    |    |    |    |
| Positie: | 30 | 36  | 49 |    |    |    |    |    |    |    |    |    |    |    |    |    |    |    |    |